# 土井辰雄
土井辰雄（日语： Doi Tatsuo ?；1892年12月22日—1970年2月21日）是日本籍天主教司鐸級樞機及東京總教區總主教。

## 生平
土井辰雄于1892年12月22日在日本宮城縣東北地方最大的城市仙台市出生。他曾在仙台市神學院和羅馬宗座傳信大學就讀。
他於1921年5月1日晉鐸。土井辰雄後來一直在仙台負責牧靈工作。1934年，他獲任命宗座駐日本代表的秘書。
由於若翰-亞肋叔·夏波榮休，教宗庇護十一世因此於1937年12月2日任命土井辰雄接任為東京總教區正權總主教。他於1938年2月13日晉牧，並正式就任。二戰期間，他擔任日本天主公教團的首任統理者。他於1945年至1947年任橫濱教區宗座署理。
教宗若望二十三世於1960年3月28日將他冊封為司鐸級樞機。土井辰雄於1970年2月21日在日本東京去世，終年77歲。他的遺體在東京聖瑪利亞主教座堂埋葬。總主教一職則由白柳誠一接任。

## 牧徽

土井辰雄樞機牧徽